# میلویل (یوتا)
میلویل (به انگلیسی: Millville) شهری در ایالت یوتا کشور ایالات متحده آمریکا است که جمعیت آن در سرشماری سال ۲۰۱۰ میلادی، ۱٬۸۲۹ نفر بوده‌است.